# Elecciones generales del Reino Unido de 1924
Las elecciones generales del Reino Unido de 1924 se realizaron el 29 de octubre de 1924. Los conservadores, liderados por Stanley Baldwin, obtuvieron una importante victoria, consiguiendo una amplia mayoría parlamentaria. Los laboristas, encabezados por Ramsay MacDonald, perdieron 40 escaños. Por su parte el Partido Liberal perdió 118 de sus 158 escaños, lo que ayudó a que la política británica se polarizase entre conservadores y laboristas.

## Resultados
| Partido                    | Votos     | %    | Candidatos | Escaños |
| -------------------------- | --------- | ---- | ---------- | ------- |
| Partido Conservador        | 7.418.983 | 46.8 | 534        | 412     |
| Partido Laborista          | 5.281.626 | 33.3 | 514        | 151     |
| Partido Liberal            | 2.818.717 | 17.8 | 339        | 40      |
| Constitucionalistas        | 185.075   | 1.2  | 12         | 7       |
| Independentes              | 25.206    | 0.2  | 7          | 2       |
| Partido Comunista          | 51.176    | 0.3  | 8          | 1       |
| Scottish Prohibition Party | 14.596    | 0.1  | 1          | 1       |
| Nacionalistas irlandeses   |           |      | 1          | 1       |
|                            |           |      |            | 615     |